# Ighiu (okręg Alba)
Ighiu – wieś w Rumunii, w okręgu Alba, w gminie Ighiu. W 2011 roku liczyła 1266 mieszkańców.